# Вроцлавський університет
Вроцлавський університет (пол. Uniwersytet Wrocławski, до 1945 року — університет міста Бреслау) — вищий державний навчальний заклад у Вроцлаві, Польща.
Король Владислав II Ягеллончик планував заснувати у Вроцлаві університет ще 1505 року, проте через протест Ягеллонського університету цю ідею не підтримав папа Юлій II. Заклад засновано лише 1702 року за наказом австрійського імператора Леопольда I як єзуїтську академію. Після приєднання Вроцлава до Польщі 1945 року німецька професура практично повністю полишила університет. Новий польський університет було утворено на базі викладацького складу колишнього Університету Яна Казимира евакуйованого зі Львова після включення західноукраїнських земель до складу УРСР.
Наразі в університеті діють факультети: біотехнологій, біології, хімії, філології, фізико-астрономічний, математико-інформатичний, історико-педагогічний, географічний, суспільних наук і правознавчо-економічний.
Станом на 2017 рік в університеті навчалося 25 549 студентів. Згідно з вебометричним рейтингом університетів світу з січня 2015 року, університет посідає 4-те місце в Польщі і 640-ве місце серед усіх типів університетів.

## Історія

### Леопольдина

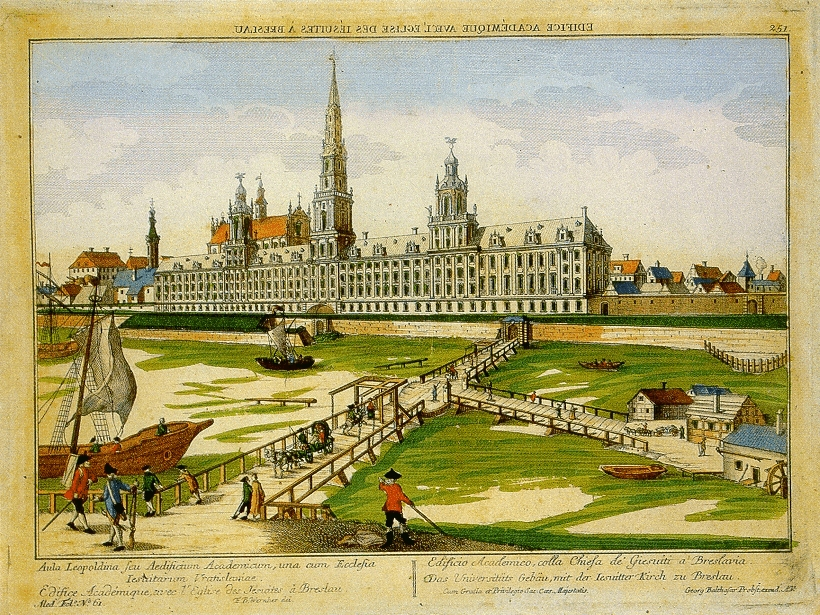
Пропонована конструкція Леопольдіни (ніколи повністю не втілена), 1760 рік

Найдавніша згадка про університет у Вроцлаві походить від акта про заснування, який 20 липня 1505 року підписав король Чехії Владислава II Чехії та Угорщини (також відомий як Владислав II Ягеллончик) для гімназії Generale litterarum у Вроцлаві. Однак нова академічна установа, яку вимагала міська рада, не була побудована, оскільки рішення короля було відхилене папою Юлієм II з політичних причин. Також протести від Краківської академії, можливо, зіграли певну роль. Перший успішний засновницький акт, відомий як Aurea bulla fundationis Universitatis Wratislaviensis, був підписаний через два століття, 1 жовтня 1702 року, священним римським імператором Леопольдом I з дому Австрії.
У 1702 році, на основі відкритої в 1638 році ними школи, Орден єзуїтів, за сприяння Вищої ради Сілезії і згідно з указом імператора Священної Римської імперії Леопольда I, засновує університет в Бреслау з єдиним факультетом з філософії та католицької теології. Університет отримує назву Леопольдина. Був офіційно відкритий 15 листопада 1702 року.

### Сілезький університет Фрідріха-Вільгельма
Після переходу Сілезії після Семирічної війни від Австрії до Пруссії університет втратив свій антиреформаторський характер, однак продовжував залишатися вищою школою для католицького духовенства Німеччини. 3 серпня 1811 року, в результаті проведення реформи в галузі освіти в Пруссії і об'єднання університетів в Бреслау і у Франкфурті-на-Одері місцевий університет отримує нову назву: Сілезький університет Фрідріха-Вільгельма.

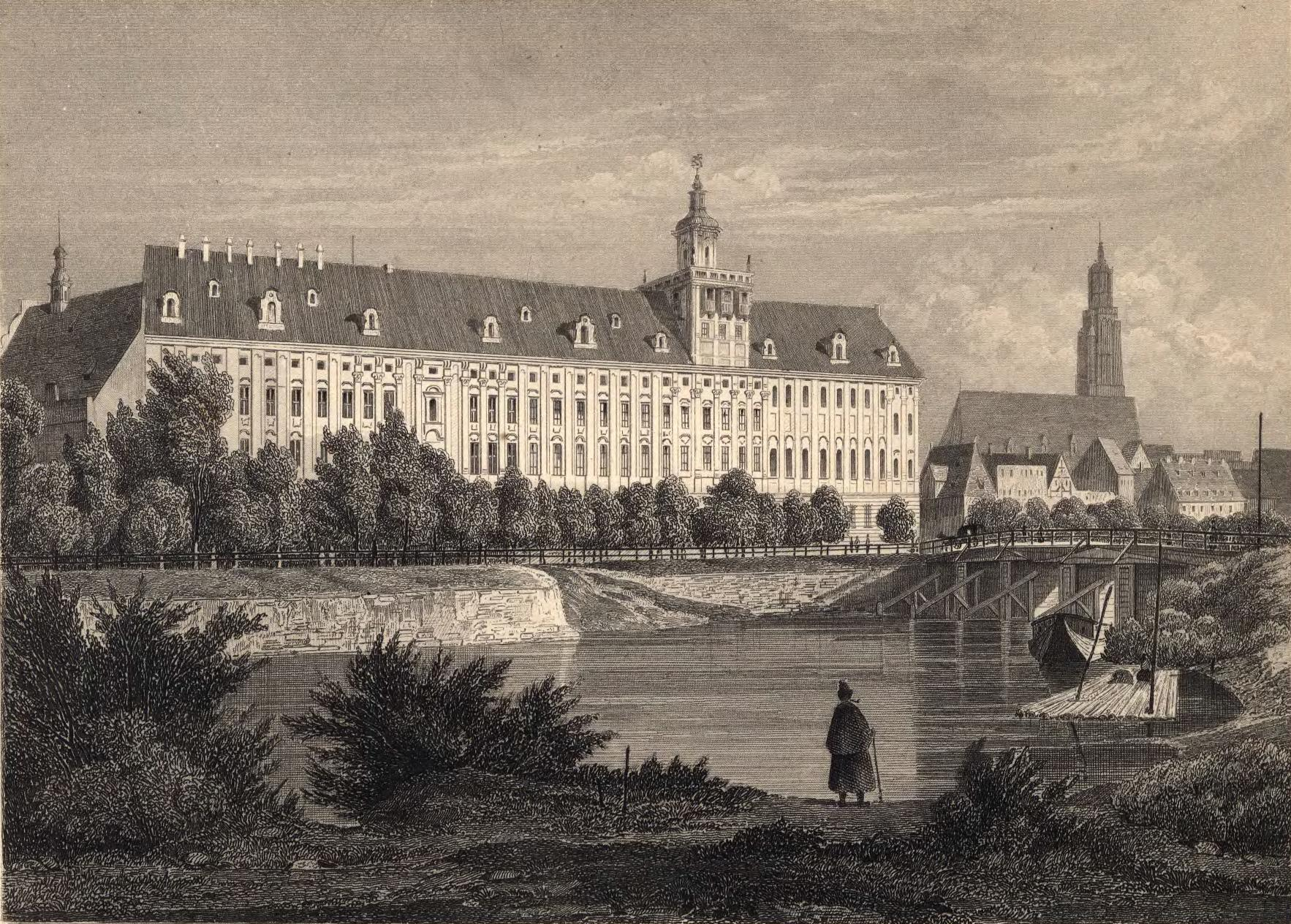
Вроцлавський університет, XIX ст.

Тут тепер студенти навчаються на 5 факультетах — католицької теології, протестантської теології, права, філософії та медицини. Таким чином, університет у Бреслау став першим німецьким університетом, які мали одночасно і католицький, і протестантський факультети. В університеті проходили три теологічних семінари, по одному з німецької, англійської та романської філології, один історичний, один математично-фізичний, один юридичний і один державно-політичний семінари. У 1842 році до них додається кафедра славістики. Університет керував 12 природничими інститутами, 6 клінічними станціями і 3 музейними зібраннями. З 1881 року Університету підпорядковується Сільськогосподарський інститут в Прушкуві. У 1884 році число студентів в університеті Бреслау становило 1481, викладачів — 131.
Університетська бібліотека в 1885 році зберігала у своїх стінах близько 400 000 томів, з них 2400 інкунабул, виданих до 1500 року, і 2840 манускриптів. Тут також були астрономічна обсерваторія, ботанічний сад величиною в 5 гектарів із ботанічним музеєм, а з 1862 року — і зоологічний парк із палеонтологічними і зоологічним музеєм. При Університеті розміщувалися хімічна лабораторія, хімічні і фізичні збори, анатомічний інститут, ботанічний і мінералогічний інститути, картинна галерея, музей сілезьких старожитностей і державний архів Сілезії.

### Вроцлавський університет

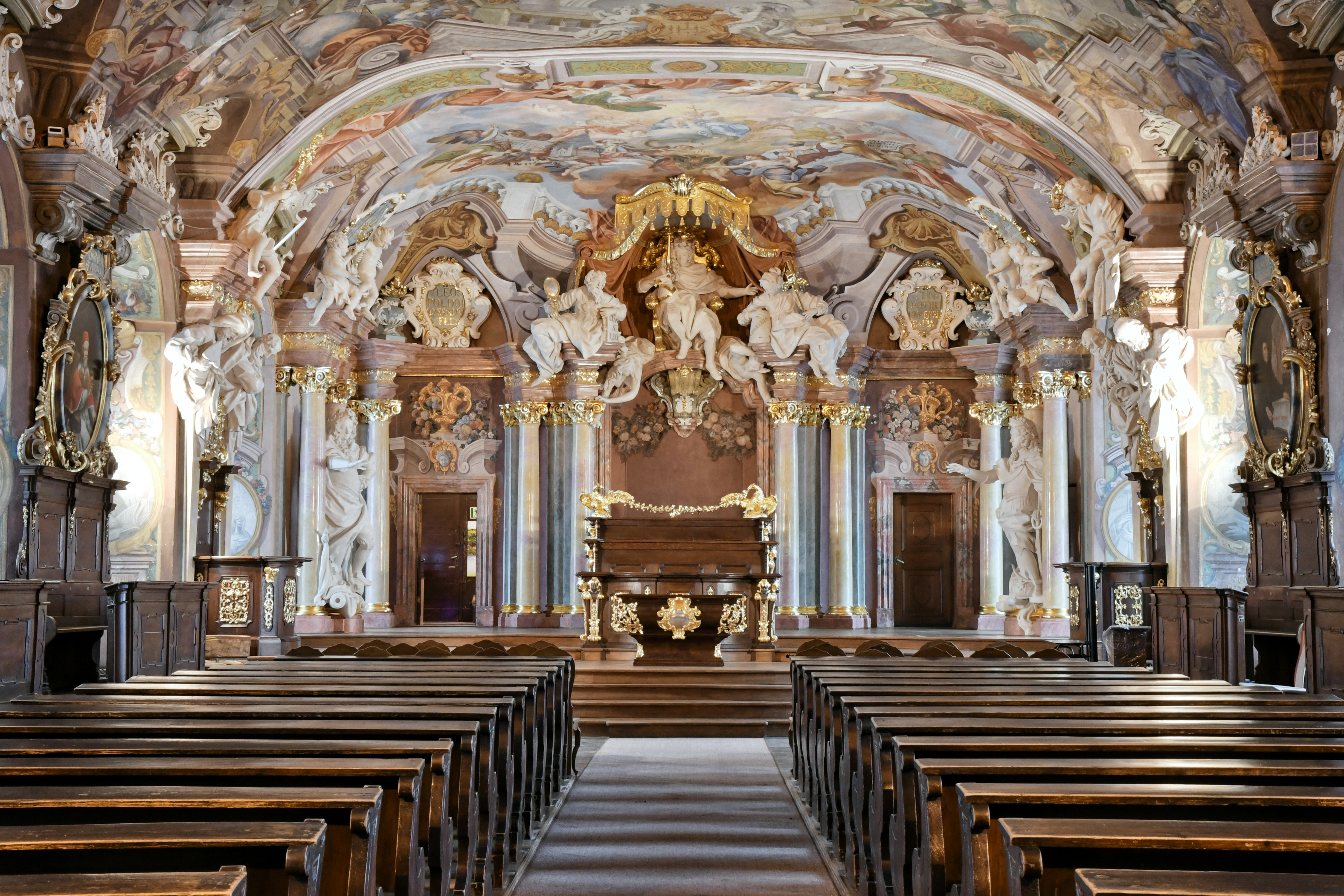
Старовинна, розміщена в головному корпусі Вроцлавського університету

Після облоги Бреслава в травні 1945 року, місто окупувала Червона Армія. Бреслав, відомий як Вроцлав, увійшов до складу Республіки Польща. Перша польська команда вчених прибула до Вроцлава наприкінці травня 1945 року і взяла під опіку будівлі університету, які були знищені на 70 %.
Після того, як деякі будівлі були швидко відновлені, було створено кадри професорів, на базі викладацького складу колишнього Університету Яна Казимира евакуйованого зі Львова після включення західноукраїнських земель до складу УРСР та Вільнюського університету імені Стефана Баторія. До міста переїхали тисячі колишніх співробітників бібліотеки у Львові, університету Яна Казимира та Інституту Оссолінему. У середині 1948 року понад 60 % викладачів Вроцлавського університету та політехніки були зі Східних крес, особливо вчені з довоєнного Львова. Станіслав Кульчинський з Львівського університету став першим президентом двох польських університетів у Вроцлаві, а Едуард Сухарда з Львівської політехніки — віцепрезидентом.
Декретом Державної національної ради від 24 серпня 1945 року Вроцлавський університет був визнаний польським державним університетом. Першу лекцію прочитав Людвік Гіршфельд 15 листопада 1945 року. У період з 1952 по 1989 рік університет отримав назву Вроцлавського університету імені Болеслава Берута (Uniwersytet Wrocławski im. Bolesława Bieruta) на честь президента Республіки Польща (1947—1952) Болеслава Берута.
У 2001 році університет відзначив своє 300-річчя. 2011 року була затверджена нова емблема університету. У 2015 році через 70 років після закінчення Другої світової війни, університет відновив наукові ступені 262 німецьких євреїв, які були позбавлені звань через німецький антисемітизм.

## Відомі випускники та викладачі
| - Самчук Улас Олексійович - Анна Герман - Ксаверій Ліске - Адольф Андерсен - Адам Асник - Роберт Вільгельм Бунзен - Кон-Фоссен Стефан Емануїлович - Норберт Еліас - Август Генріх Гофман фон Фаллерслебен - Гайнц фон Ферстер - Хейнц Людвіг Френкель-Конрат - Клара Іммервар - Ян Каспрович - Густав Роберт Кірхгоф | - Войцех Корфантий - Ганс Генріх Ламмерс - Фердинанд Лассаль - Казімеж Марцинкевич - Кароль Модзелевський - Ян Евангеліста Пуркинє - Фрідліб Рунге - Карл Слотта - Едіт Штайн - Чарльз Протеус Штейнмец - Гуго Штейнгауз - Пауль Тілліх - Мечислав Вольфке - Йоганн Цукерторт |

### Нобелівські лауреати, пов'язані з університетом
- Теодор Моммзен — література, 1902
- Філіпп Едуард Антон фон Ленард — фізика,1905
- Едуард Бухнер — хімія, 1907
- Пауль Ерліх — медицина, 1908
- Фріц Габер — хімія, 1918
- Фрідріх Бергіус — хімія, 1931
- Ервін Шредінгер — фізика, 1933
- Отто Штерн — фізика, 1943
- Макс Борн — фізика, 1954
- Ганс Георг Демельт — фізика, 1989